# الأزمة الروحانية

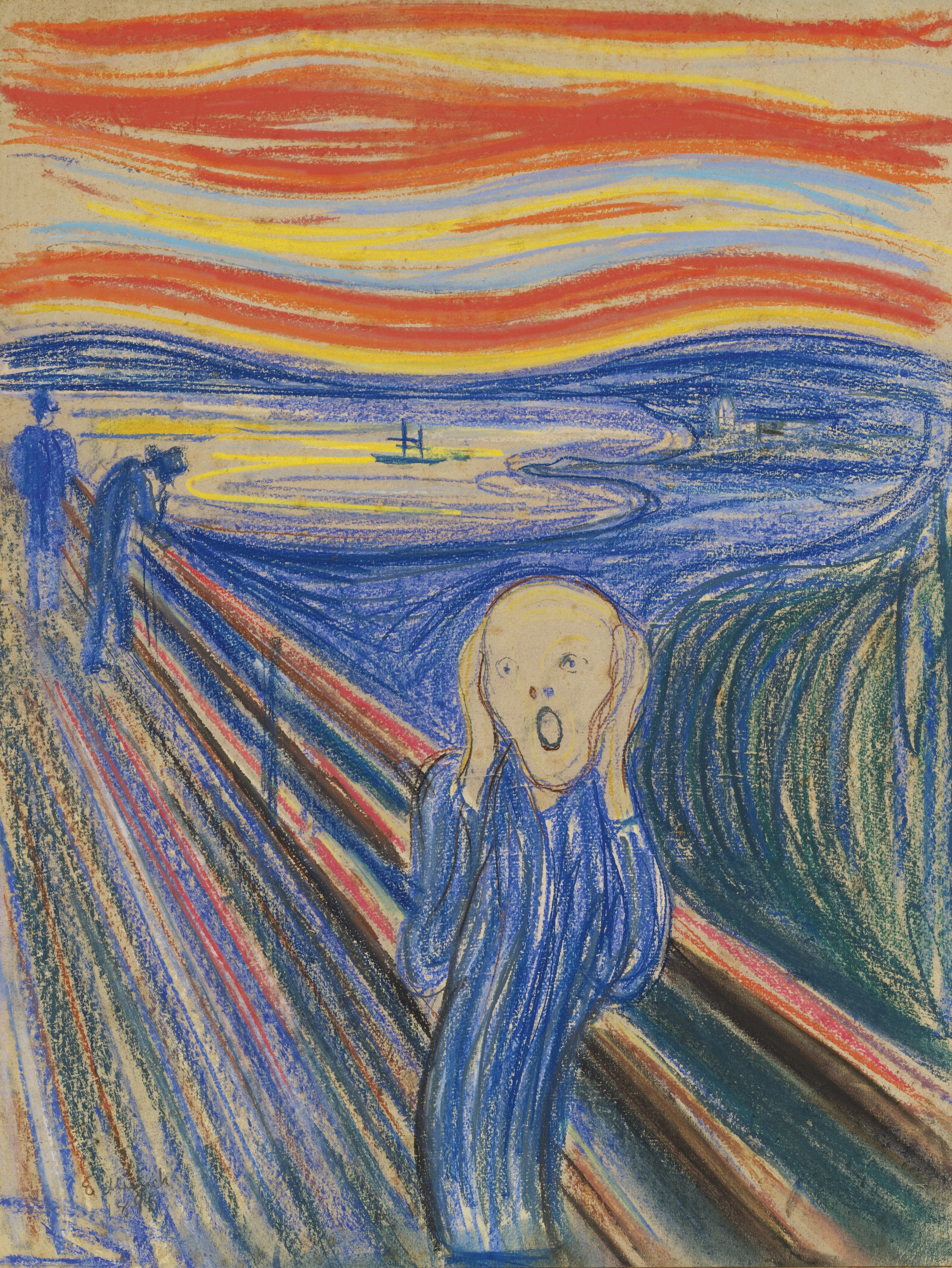
صرخة الباستيل.

إن الأزمة الروحانية (والمعروفة أيضا بالاضطراب الروحاني) هي شكل من أشكال أزمة الهوية التي يمر من خلالها الفرد بتغييرات جذرية لمفهوم المعنى لديهم (على سبيل المثال غاياتهم الفريدة، وأهدافهم، وقيمهم) وتوجهاتهم ومعتقداتهم، هويتهم ودائرة تركيزهم) وذلك على إثر تجربة روحانية مفاجئة. ويمكن أن تتسبب الأزمة الروحانية في أحداث خلل جسيم في الجانب النفسي والاجتماعي والوظيفي لدى الفرد. ومن بين التجارب الروحانية التي يُعتقد أنها من الممكن تؤدى إلى عدد من الأزمات الروحانية أو الاضطراب الروحاني هي المضاعفات النفسية المرتبطة بالأزمة الوجودية، والتجارب الباطنية، وحوادث ما قبل الموت، ومتلازمة كوندالينى، وتجارب الخوارق الطبيعية، والنشوة الدينية وغيرها من الممارسات الروحانية الأخرى.

## الأسباب العصبية
يُمكن أن يكون للأزمة الروحانية أو للتجارب الروحانية المفاجئة أسباب عصبية مثل التي ذُكرت في متلازمة السرعة (المعروفة بجيشويند) وعلم اللاهوت العصبي. إن متلازمة السرعة هي مجموعة من الظواهر السلوكية المثبتة لدى الاشخاص المصابون بصرع الفص الصدغي. وقد سميت بذلك نسبة إلى اوائل الاشخاص الذين قاموا بتصنيف الاعراض وهو نورمان جيشويند وهو من قام بنشر الموضوع على نطاق واسع في الفترة 1973 إلى 1984. وهناك جدل حول ما إذا كانت تُعد هذه المتلازمة اضطرابا نفسيا حقيقيا. ويسبب صرع الفص الصدغي إما تغيرات مزمنة أو خفيفة أو ما بين النوبات التي تزداد حدتها ببطيء على مدار الوقت. وتشمل متلازمة السرعة خمسة تغيرات أولية: الرغبة الملحة في الكتابة المكثفة، وفرط التدين، والطابع الجنسي الغير شائع (على نحو قليل) والاطناب غير المترابط، ونمط حياة عقلاني مفرط. ولا يُشترط ظهور كل الاعراض أثناء التشخيص.